# Bjørn Howard Kruse

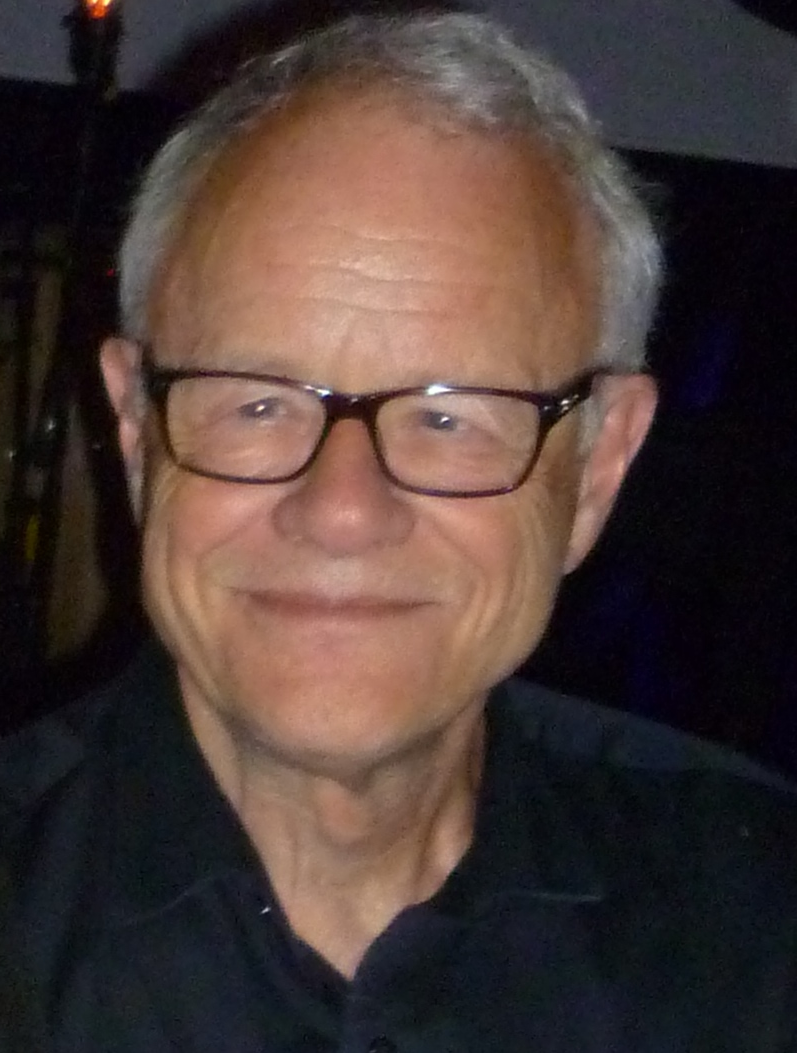
Bjørn Kruse 2016

Bjørn Howard Kruse (* 14. August 1946 in London) ist ein norwegischer Komponist und Jazzmusiker.
Kruse wuchs in England, den USA und Norwegen auf. Er studierte 1967–1968 an der University of California, Los Angeles und der Norges Musikkhøgskole (1972–1977). Er arbeitete zwischen 1968 und 1971 als professioneller Musiker in den USA und lebt seit 1972 als Komponist in Norwegen. Zwanzig Jahre war er hier auch als Jazzsaxophonist, -komponist und -arrangeur, Produzent und Studiomusiker aktiv.
Für die Fernsehoper Et Sjakkspill erhielt Kruse 1983 den Fernsehopernpreis der Stadt Salzburg. Zwei weitere Opern sowie sein Saxophonkonzert wurden vom norwegischen Komponistenverband NOPA als Werke des Jahres ausgezeichnet. Beim Cairo International Festival for Experimental Theatre wurde seine Oper Tvilling zum besten Werk erklärt. Als Festivalkomponist war Kruse am Festspillene i Nord-Norge (1994), dem Vinterfestspill i Bergstaden (2003) und dem Risør Chamber Music Festival (2005) beteiligt.
Seit 1976 unterrichtet Kruse an der Norges Musikkhøgskole Komposition und Musikdramatik. Er veröffentlichte mehrere musiktheoretische Bücher.

## Werke
- Et Sjakkspill (A Game of Chess), Fernsehoper, 1979
- Du skal ikke elske din skjebne, Rockoper, 1983
- Lakris : Concerto for Clarinet and Orchestra, 1984, 2005
- Nils Holgerssons underbara resa , Oper, 1986
- Adam, Opern-Musical, 1987
- Saxophone Concerto, 1991
- Tvilling, elektronische Theatermusik
- Vanitas: Maria Magdalena ved spegelen für Chor, 1996
- Concerto for Two Percussion Players and Orchestra, 1999
- Nostos, Konzert für Violine und Streicher, 2002–2003
- Den grøne riddaren, Oper, 2003–2004
- Mete Tekel für gemischten Chor und Saxophonquartett, 2004
- Du skal ikke elske din skjebne, Rock-Kammeroper

## Schriften
- Bruksmusikkarrangering, Norsk Musikforlag, 1978
- Jazzteori, Frost Music, 1980
- Den Tenkende Kunstner – komposisjon og dramaturgi som prosess og metode, Universitetsforlaget, 1995